# Wilhelm Herrmann

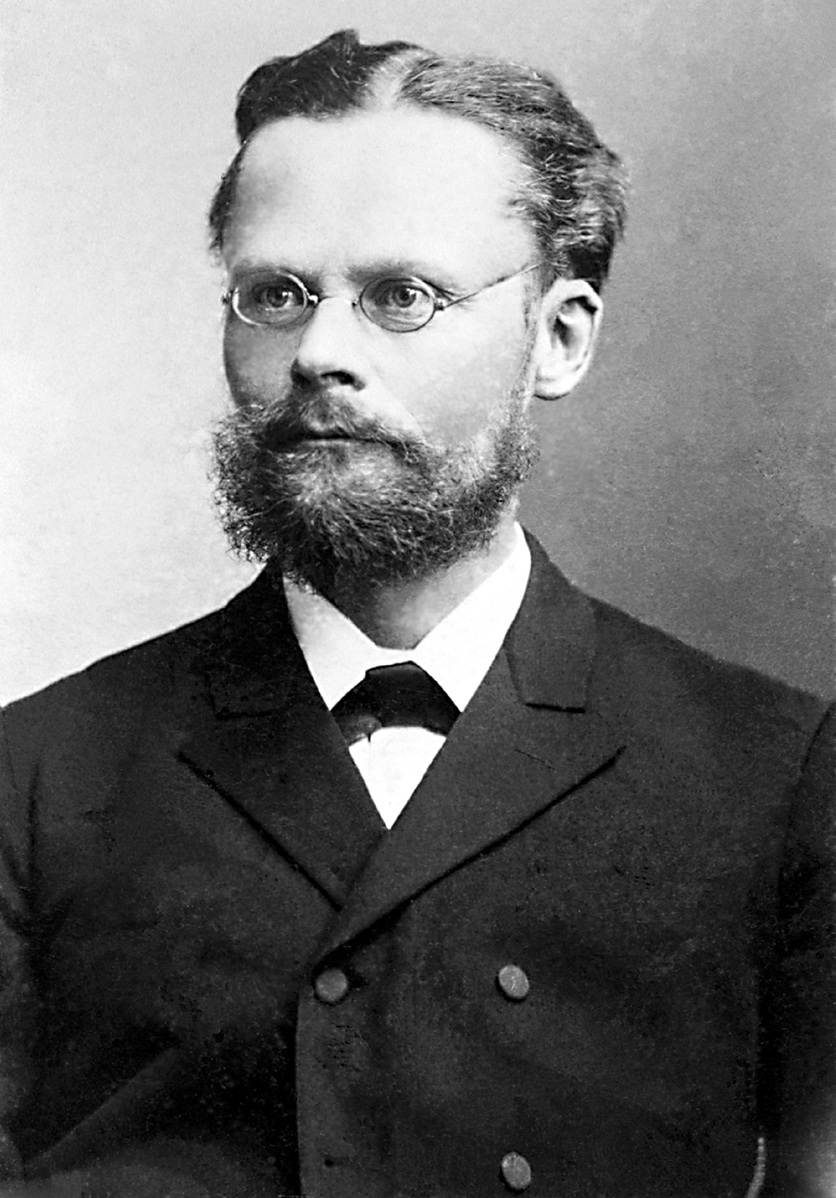

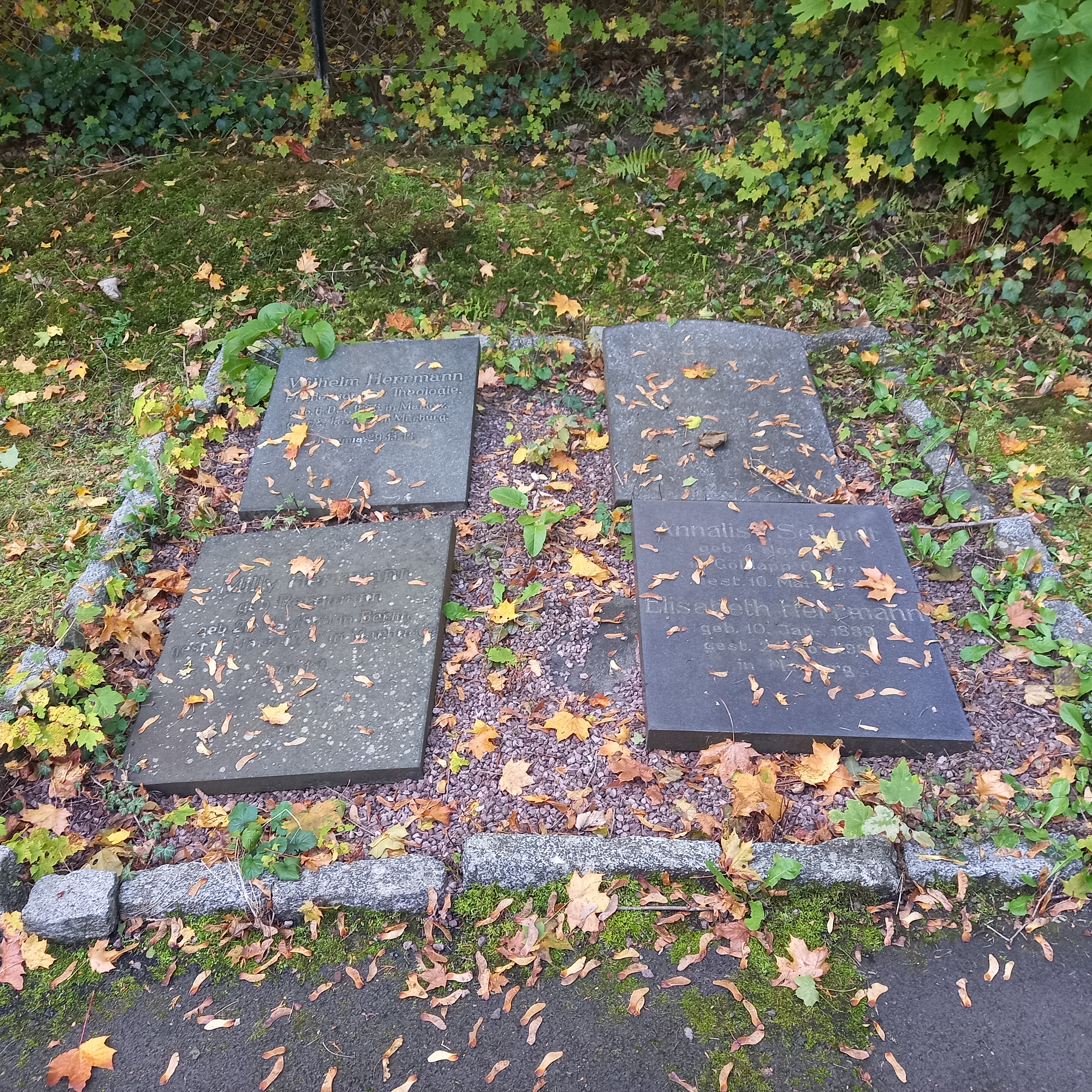
Das Grab von Wilhelm Herrmann und seiner Ehefrau Emilie („Milly“) geborene Bergmann im Familiengrab auf dem Hauptfriedhof Marburg

Johann Georg Wilhelm Herrmann (* 6. Dezember 1846 in Melkow; † 2. Januar 1922 in Marburg an der Lahn) war ein deutscher evangelischer Theologe.

## Leben
Wilhelm Herrmann (der Jüngere) wurde als Sohn eines Pfarrers geboren. Er besuchte das Gymnasium in Stendal.
Ab Winter 1866 studierte Herrmann an der Universität Halle Evangelische Theologie und wurde August Tholucks Amanuensis, fungierte also als dessen Schreibgehilfe oder Sekretär, eine Tätigkeit, die mit einem Stipendium verbunden war. Im Deutsch-Französischen Krieg 1870/71 leistete er als Freiwilliger Kriegsdienst und legte anschließend das erste theologische Examen ab. In den folgenden Jahren war er erst als Hauslehrer in Unseburg (Kreis Wanzleben) und ab 1874 als Lehrer am Stadtgymnasium in Halle tätig.
Schon früh widmete er sich philosophischen Studien. Maximilian Besser (1844–1900), zu jener Zeit als Privatdozent der Evangelischen Theologie an der Hallenser Universität tätig und vor Herrmann Tholucks Sekretär, machte ihn auf Albrecht Ritschls Hauptwerk Die christliche Lehre von der Rechtfertigung und Versöhnung. 1870–1874, aufmerksam. Anfang 1875 legte Herrmann seine theologische Lizentiatenprüfung ab und habilitierte sich mit einer Studie über Gregorii Nysseni sententiae de salute adipiscenda, 1875.
Am 22. Januar 1875 schrieb er in einem Brief an Ritschl, welchem Schreiben er seine Lizentiatendissertation beilegte: „Seitdem ich mit Besser in näherem Verkehre stehe, hat er nicht abgelassen, mich auf Ihre Schriften hinzuweisen als ein Mittel, mich aus dem Bann der Bildung, die ich mir teils in der Übereinstimmung, teils in dem Gegensatze zu Halleschen Anregungen erworben habe, zu befreien. Mich in ihren Schriften einzuleben, ist seitdem die eine wissenschaftliche Aufgabe, die ich mir selber gestellt habe.“ Maximilian Besser, „ungewöhnlich regsamen Geistes“ und allem Neuen zugetan, sei in Halle der eigentliche Stifter der so genannten Ritschlschen theologischen Schule gewesen, schrieb Ferdinand Kattenbusch (1851–1935) in seiner Autobiographie.
Herrmann gab 1877 seine Schulstelle auf, um als Privatdozent zu lehren. 1879 wurde er als ordentlicher Professor mit der Lehrerlaubnis für systematische Theologie an die Universität Marburg berufen. Diese wurde die Stätte seiner Lebensarbeit und er blieb ihr, trotz mehrfacher Berufungen auf Lehrstühle anderer namhafter Universitäten, treu. In Marburg beschränkte sich sein Wirken nicht auf akademische Lehre, auch in anderen Funktionen war Herrmann an der Universität tätig: Von 1881 bis 1910 war er Ephorus der Hessischen Stipendiatenanstalt. Der theologischen Fakultät diente er im Laufe seiner Karriere sechsmal als Dekan (1882, 1889, 1894, 1901, 1906, 1914). Außerdem amtierte Herrmann 1890 amtierte er als Rektor der Universität. Anlässlich seines 70. Geburtstags verlieh ihm die Juristische Fakultät der Universität Marburg die Ehrendoktorwürde. Bereits 1880 wurde ihm hier ein Dr. phil. h. c. verliehen. Weitere Ehrendoktorwürden erhielt Herrmann von einer Universität in Chicago (Dr. legum) sowie der Universität Christiana in Oslo (D. theol.).
Herrmann war unter den Schülern Ritschls derjenige, der dessen Theologie am selbstständigsten weiterbildete. Theologen verschiedenartiger Auffassungsweisen wie Karl Barth (1886–1968) und Rudolf Bultmann (1884–1976) verdankten ihm entscheidende Anregungen. Neben Barth und Bultmann gehörte der als theologischer Lutherforscher bekannte schwedische Bischof Einar Billing (1871–1939) zu seinen bedeutenderen Schülern.

## Schriften (Auswahl)
- Geschichte der protestantischen Dogmatik von Melanchthon bis Schleiermacher. Breitkopf und Härtel, Leipzig 1842.
- Die speculative Theologie in ihrer Entwicklung durch Daub. Perthes. Hamburg 1847.
- Die Metaphysik in der Theologie. Niemeyer, Halle 1876.
- Die Gewissheit des Glaubens und die Freiheit der Theologie. Mohr, Freiburg 1887 (2. Aufl. 1889).

- Römische und evangelische Sittlichkeit. 3. Aufl. Elwert, Marburg 1903.
- Die sittlichen Weisungen Jesu. Ihr Missbrauch und ihr richtiger Gebrauch. Vandenhoeck & Ruprecht, Göttingen 1904.
- Der Glaube an Gott und die Wissenschaft unserer Zeit. Mohr Siebeck, Tübingen 1905.
- Die Wirklichkeit Gottes. Mohr Siebeck, Tübingen 1914.
- Die Religion unserer Erzieher. Quelle & Meyer, Leipzig 1918.

- Der Verkehr des Christen mit Gott. Im Anschluß an Luther dargestellt. 7. Aufl. Mohr, Tübingen 1921 (= neue Ausgabe hrsg. von Frank Pritzke u. Dietrich Korsch. Mohr Siebeck, Tübingen 2024, ISBN 978-3-16-162235-9).

- Gesammelte Aufsätze. Hrsg. von Friedrich Wilhelm Schmidt. Mohr, Tübingen 1923.

- Schriften zur Grundlegung der Theologie. Zwei Bände. Hrsg. von Peter Fischer-Appelt. Kaiser, München 1966/1967.

- Die Religion im Verhältniß zum Welterkennen und zur Sittlichkeit, Niemeyer, Halle 1879; Nachdruck: Olms, Hildesheim 2005
- Wilhelm Herrmann/Albrecht Ritschl: Briefwechsel 1875 - 1889. Hrsg. von Christophe Chalamet u. a. Mohr Siebeck, Tübingen 2013, ISBN 3-16-149975-1.
- Religion und Geschichte im evangelischen Christentum. Olaus-Petri-Vorlesungen, gehalten an der Universität Uppsala. Spenner, Kamen 2021, ISBN 978-3-89991-243-2.
- Die Wirklichkeit Gottes und die Geschichtlichkeit Jesu Christi (= Große Texte der Christenheit, Bd. 14). Hrsg. von Dietrich Korsch. Evangelische Verlagsanstalt, Leipzig 2023, ISBN 978-3-374-07308-5.
- Ethik. Hrsg. von Dietrich Korsch (= Wilhelm-Herrmann-Studienausgabe, Bd. 5). Mohr Siebeck, Tübingen 2023, ISBN 978-3-16-161699-0.